# 独立混成第15連隊
独立混成第15連隊（どくりつこんせいだい15れんたい、独立混成第十五聯隊）は、大日本帝国陸軍の連隊のひとつ。

## 沿革
- 1944年（昭和19年）6月24日 - 千葉県佐倉にて近衛歩兵第10連隊を中心に関東一円の部隊を集成して新設[1]
- 7月1日 - 沖縄への船舶輸送の為、門司港に集結
- 7月5日-12日 - 独立混成第44旅団の海没に伴い空輸に切り替え、新田原飛行場から嘉手納北飛行場、読谷山飛行場と伊江飛行場に到着、独混44旅団に編合。そのまま第1、第2大隊は中頭地区、第3大隊は伊江島で陣地構築開始
- 8月8日 - 第1、第2大隊は国頭地区本部半島へ移動、陣地構築
- 12月4日 - 第3大隊は、伊江島から中頭地区北谷村に移動、陣地構築[2]

- 1945年（昭和20年）1月26日 - 第1中隊第3小隊（山崎実少尉）を津堅島砲兵陣地援護のため派出
- 2月1日 - 第9師団の台湾移駐に伴い、本部半島陣地から知念半島陣地へ移動、第3大隊は島尻地区玉城村へ移動[3]

- 4月1日 - 沖縄地上戦開始。旅団主力として米軍の迂回上陸に備え、知念半島陣地で待機
- 4月15日 - 津堅島派遣の山崎小隊が原隊復帰[4]
- 4月27日 - 第62師団補強の為、第1大隊が連隊隷下を離れ、天久地区に移動
- 4月28日 - 旅団司令部とともに首里防衛線最西翼の安里地区に移動[5]
- 5月4日 - 日本軍攻勢転移、独混15連隊は第24師団前進後の戦果拡張部隊として、首里東方の前進陣地に移動。この間、連隊工兵隊から戦車撃滅隊を編成
- 5月6日 - 日本軍攻勢中止。安里地区の安里52高地[6](米軍呼称シュガーローフ・ヒル)、真嘉比南高地（米軍呼称ハーフムーン・ヒル）周辺の守備に就く。第1大隊は旅団予備となり、天久台地区所在の独立第2大隊が指揮下に入る
- 5月12日 - 18日 - シュガーローフの戦い
- 5月12日 - 独立第2大隊本部が馬乗り攻撃を受ける
- 5月13日 - 戦車撃滅隊（連隊工兵中隊）、北村大尉戦死。旅団より海軍伊藤大隊の増加を受け、52高地に配置
- 5月15日夜 - 重囲下の独立第2大隊、夜間斬込みを反復するも大隊長以下全滅
- 5月16日 - 52高地を奪取される。第1大隊が旅団予備から復帰。同夜、野崎大隊長陣頭の夜襲で奪還
- 5月18日 - 戦車撃滅隊、残存者が真嘉比高地西北方の部落に斬込み、全滅
- 5月19日 - 第1大隊が52高地から後退
- 5月20日 - 崇元寺町地区で14時ごろ、第2大隊が決別電を発し、大隊長以下斬込みを敢行、全滅
- 6月1日 - 戦線を57.3高地（真嘉比東方）～真嘉比南高地～沖縄師範学校女子部付近に縮小。[7]32軍方針に従い、島尻地区へ後退開始
- 6月3日 - 島尻南部新陣地着。再編成を実施、新第2大隊長に独立速射砲第7大隊の中島少佐、特編大隊（伊藤少佐）を第4大隊とし、海軍伊藤大隊は第4大隊指揮下とする。連隊砲中隊、速射砲中隊は砲を失い、徒歩隊となる。[8]
- 6月9日 - シュガーローフの戦いでの功績により第32軍から独混44旅団に感状授与[9]
- 6月11日 - 具志頭地区にて第1大隊が決別電を発し、大隊長以下斬込みを敢行、全滅
- 6月14日 - 12時ごろ玻名城地区で戦闘中の第4大隊にて、玻名城91.4高地の伊藤海軍少佐戦死、残存は伊藤大隊長以下数名。同夜、第2大隊が救援に向かうも遭遇戦で中島少佐戦死
- 6月15日 - 伊藤少佐戦死と推定。連隊は戦闘能力を失う
- 6月16日 - 与座仲座南方の松林内の連隊戦闘指揮所包囲される
- 6月25日 - 旅団から持久、遊撃戦移行を命じられる
- 6月26日 - 解隊。生存者は知念半島地区から国頭地区へ脱出、遊撃戦続行を命じられる。[10]

## 歴代連隊長
| 代 | 氏名       | 在任期間             | 備考                          |
| -- | ---------- | -------------------- | ----------------------------- |
| 1  | 美田千賀蔵 | 1944.6.25 - 1945.6.? | 陸士候27期 昭和20年3月1日少将 |

## 隷下部隊
- 第1大隊（野崎直彦大尉）
- 第2大隊（井上清公大尉）
- 第3大隊（西村信義少佐・少尉候補者18期）
- 工兵中隊（北村　公大尉）
- 連隊砲中隊（杉浦隆考中尉）
- 速射砲中隊（関井喜雄大尉）

- 知念半島での待機時は、独立第2大隊（古賀少佐）、独立第29大隊（中本大尉）、独立速射砲第7大隊（中島少佐）、迫撃砲中隊を指揮下に入れている
- シュガーローフの戦いでは、天久台地区の独立第2大隊の他、上記建制部隊の消耗が激しく、海軍航空隊や海軍根拠地隊の地上勤務員などから編成された、海軍山口大隊、海軍丸山大隊の一部、海軍伊藤大隊、風部隊（航空保安通信警備中隊）、特編（伊藤）大隊（海軍伊藤大隊とは別隊）などを配属されている